# Rudolf Opatřil
Rudolf Opatřil (* 15. srpna 1959 Bohumín) je český diplomat a bývalý politik, v 90. letech 20. století poslanec České národní rady a Poslanecké sněmovny za Hnutí za samosprávnou demokracii - Společnost pro Moravu a Slezsko a Českomoravskou unii středu, později diplomat v Polsku.

## Biografie
Po sametové revoluci se angažoval v moravistickém hnutí. V říjnu 1990 je uváděn jako 1. místopředseda Hnutí za samosprávnou demokracii – Společnost pro Moravu a Slezsko a předseda jeho oblastní rady v Ostravě.
Ve volbách v roce 1992 byl za HSD-SMS zvolen do České národní rady (volební obvod Severomoravský kraj). Zasedal ve výboru pro veřejnou správu, regionální rozvoj a životní prostředí a byl jeho místopředsedou. Kromě toho byl v letech 1995-1996 členem mandátového a imunitního výboru a organizačního výboru. Od vzniku samostatné České republiky v lednu 1993 byla ČNR transformována na Poslaneckou sněmovnu Parlamentu České republiky. V ní setrval do konce funkčního období, tedy do voleb v roce 1996. Setrval ve straně i poté, co se přejmenovala na Hnutí za samosprávnou demokracii Moravy a Slezska (HSDMS). Po transformaci HSDMS do Českomoravské unie středu přešel do poslaneckého klubu této formace. V roce 1993 fungoval i jako tiskový mluvčí parlamentního klubu HSDMS.
Od konce 90. let působil jako konzul České republiky v polských Katovicích. Později zastával post obchodního rady ČR ve Varšavě. Počátkem 21. století založil nevládní neziskovou organizaci Jagello 2000, zaměřenou původně na česko-polskou spolupráci. Podílí se na organizování akce Dny NATO v Ostravě. V roce 2009 mu byla udělena vládou České republiky medaile Karla Kramáře za zásluhy o obnovu demokracie, práv a svobod člověka. V soukromém životě se zabývá fotografováním.